# Bychawka Druga-Kolonia
Bychawka Druga-Kolonia – wieś w Polsce, położona w województwie lubelskim, w powiecie lubelskim, w gminie Bychawa. 
| SIMC    | Nazwa   | Rodzaj    |
| ------- | ------- | --------- |
| 1020890 | Abramów | część wsi |

W latach 1975–1998 wieś administracyjnie należała do województwa lubelskiego.
Wieś stanowi sołectwo gminy Bychawa. Według Narodowego Spisu Powszechnego z roku 2011 wieś liczyła 261 mieszkańców.
Wierni Kościoła rzymskokatolickiego należą do parafii Wszystkich Świętych w Bychawce.